# Forever Is the World (album)
Forever Is the World – siódmy album studyjny norweskiej grupy Theatre of Tragedy. Muzycznie płyta jest nawiązaniem do początkowej twórczości zespołu. Album został wydany w trzech edycjach: zwykłej, digipack (z dodatkowym utworem) oraz jako podwójny winyl (z dwoma dodatkowymi utworami, z których jeden ukaże się tylko w tej edycji).

## Lista utworów
| Nr  | Tytuł utworu           | Długość |
| --- | ---------------------- | ------- |
| 1.  | „Hide and Seek”        | 05:24   |
| 2.  | „A Nine Days Wonder”   | 05:17   |
| 3.  | „Revolution”           | 04:09   |
| 4.  | „Transition”           | 04:59   |
| 5.  | „Hollow”               | 06:10   |
| 6.  | „Astray”               | 03:42   |
| 7.  | „Frozen”               | 05:20   |
| 8.  | „Illusions”            | 04:45   |
| 9.  | „Deadland”             | 04:40   |
| 10. | „Forever Is the World” | 04:40   |
|     |                        | 49:06   |